# Jack B. Child
Jack B. Child (né en 1951) est un astronome amateur américain.
Le Centre des planètes mineures le crédite pour la découverte de 13 astéroïdes, effectuée entre 1992 et 1999, la plupart en collaboration avec d'autres astronomes : Greg Fisch (en), Eleanor Francis Helin, Robert H. McNaught et John E. Rogers.
L'astéroïde (4580) Child porte son nom.

## Astéroïdes découverts
| (5630) Billschaefer                                                                                     | 21 mars 1993      |
| (6525) Ocastron[1]                                                                                      | 20 septembre 1992 |
| (7779) Susanring                                                                                        | 19 mai 1993       |
| (7780) Maren[2]                                                                                         | 15 juillet 1993   |
| (9984) Gregbryant[3]                                                                                    | 18 avril 1996     |
| (10168) Stony Ridge[4]                                                                                  | 4 février 1995    |
| (12446) Juliabryant[3]                                                                                  | 15 août 1996      |
| (17640) Mount Stromlo[3]                                                                                | 15 août 1996      |
| (18506) 1996 PY6[3]                                                                                     | 15 août 1996      |
| (55816) 1995 CO[4]                                                                                      | 4 février 1995    |
| (59476) 1999 HQ2                                                                                        | 21 avril 1999     |
| (90862) 1996 KM1[3]                                                                                     | 22 mai 1995       |
| (120640) 1996 PN[3]                                                                                     | 9 août 1996       |
| 1. avec Greg Fisch (en) 2. avec Eleanor Francis Helin 3. avec Robert H. McNaught 4. avec John E. Rogers |                   |